# Шкодер (озеро)
Шко́дер (алб. Shkodër) или Скада́рское о́зеро (Скадарско; черног. Skadarsko; устар.: Скутарийское озеро, Скандерское, Скадрское, Скадара, Скутари) — крупнейшее озеро Балканского полуострова, располагается на территории Черногории и Албании. Площадь водной поверхности озера составляет около 390 км², но может увеличиваться до 530 км² в зимнее половодье. В среднем площадь составляет 475 км², из которых около 2/3 озера принадлежит Черногории, остальная часть принадлежит Албании.

## Берега и рельеф
Предполагается, что озеро сформировалось путём растворения известняковых пород в тектоническом бассейне в третичный или четвертичный период. Ранее озеро являлось заливом Адриатического моря, но в настоящее время отделено от него аллювиальным перешейком.
Суммарная протяжённость берегов составляет 168 км: 110,5 км в Черногории и 57,5 км в Албании. К западу и юго-западу от озера располагаются горы Динарского нагорья, от заболоченных северных берегов простирается равнина, на которой стоит главный город Черногории Подгорица. В северо-восточной части озера располагается длинный залив Хотит, к которому подступают предгорья массива Проклетие. Восточные берега озера пологие и тоже заболочены.
Рукава дельты Морачи создают множество островов, больше других возвышаются Вранина и Одринска. Вдоль южного (черногорского) берега располагаются острова Лесендро, Грможур, Старчево, Бешка, Морачник, Топхала, Горица-Гят, Градац и ряд более мелких. Вдоль албанского побережья островов нет.
Озеро располагается в криптодепрессии — некоторые участки его дна находятся ниже уровня моря. Такие места называются подводными ключами или «глазами», и их на озере насчитываются около 30 штук. Максимальная глубина озера составляет более 60 метров («глаз» Радус), средняя — 6 м.

## Питание озера и уровень воды
Озеро имеет водосбор площадью 5490 км². В озеро впадает 6 рек, крупнейшие из которых — Морача и Црноевича впадают в озеро с запада, образуя заболоченную дельту. Сток из озера в Адриатическое море осуществляется через реку Буна длиной около 41 км, которая вытекает из озера в Албании в районе города Шкодер, по её нижнему течению проходит граница между Албанией и Черногорией.
Берега озера большей частью заболочены. Флуктуации воды в озере достигают 5 м; во время подъёма уровня, когда в озеро попадает часть воды из реки Дрин низкие северо-восточные берега затапливаются.
Река Морача и её приток Зета составляют 62 % стока в озеро. Около 30 % поступают из подземных источников, называемых «глазами». Морача выносит в озеро большое количество седиментов, влияя на прозрачность воды в озере, среднее значение которой составляет около 8 м.
Вода озера полностью обновляется от 2 до 2,5 раз в год. Сток из озера через реку Буна составляет 320 м³/с, после слияния с рукавом Дрина объём стока в Адриатическое море достигает 682 м³/с.

## Климат
Климат в районе озера средиземноморский, с мягкими и дождливыми зимами. Средняя температура января составляет 7,3 °C. Лето сухое и горячее, воздух нагревается выше 40 °C, вода — выше 27 °C. Среднегодовая температура — 14,9 °C.
Количество солнечных часов в год: 2533.

## Растительный и животный мир
Макрофиты на поверхности: камыш озёрный, тростник южный и рогоз узколистный. Плавающие макрофиты: кувшинка белая, кубышка жёлтая и чилим. Прикреплённые макрофиты: уруть, роголистник и рдест. Фитопланктон: Cyclotella glomerata, Cyclotella Planctonia, Pediastrum, Ceratium hirundinella, Microcystis, Merismopedia, Dinobryon divergens и Dinobryon bavaricum.
Зоопланктон: коловратки, ветвистоусые раки, веслоногие ракообразные, а также протисты. Бентос: комары-звонцы, малощетинковые черви, двустворчатые, брюхоногие.
Озеро богато рыбой и водоплавающими птицами. Распространены уклейки, карп, подусты, пресноводные угри, благородные лососи, плотва, алоза, пахихилоны, кефаль и красноперка.
Птицы представлены не менее чем 26 видами, особенно выделяется малый и большой баклан. В зимний период на озере обитает более 200 тыс. птиц.

### Природоохранные территории
С черногорской стороны в 1983 году был организован национальный парк площадью 40 тыс. га. В соответствии с Рамсарской конвенцией 25 декабря 1995 года озеро было включено в список водно-болотных угодий международного значения. Орнитологические заповедники: Манастырска-Тапия, Грмозур, Чрны-Зар, Панцева-Ока, Манастырски-Врбис. Ихтиологические заповедники: подземные ключи и пляж Мурицы.
В Албании 2 ноября 2005 года на озере организован заповедник общей площадью 23 027 га: 7799 га лесов и кустарников, 346 га болот, 496 га прибрежных дюн, 253 га солончаков, а также 14 134 га сельскохозяйственных и городских участков.

## Экономика и достопримечательности
На юго-восточном краю озера стоит албанский город Шкодер, немного севернее — город Коплику. На берегу западной части озера расположен посёлок Вирпазар (Черногория). По озеру осуществляется судоходство. Основные занятия населения: интенсивное рыболовство, сельское хозяйство, охота и туризм.
В северо-западной (черногорской) части озера сооружена дамба с двумя мостами, по которой проходят шоссе и железная дорога Бар — Белград. К берегу залива Хотиш прилегает автомобильная и железнодорожная дорога между Черногорией и Албанией. Вдоль берега и на небольших островах вдоль юго-западного побережья сохранились древние крепости и православные монастыри.
На островах Старчево, Бешка и Морачник в конце XIV — начале XV вв. династией Балшичей построено несколько церквей с усыпальницами. Наиболее старый монастырь расположен на Старчево (1376—1378 гг.), на Бешке — монастырь конца XIV века с Георгиевской церковью, построенной Георгием II Балшичем, и Благовещенской церковью, усыпальницей его жены Елены, построенной в 1439 году. На северной стороне острова Враньина в дельте Морачи располагается архитектурный комплекс, построенный во времена правления Черноевичей (вторая половина XV века). На склоне горы Одринска (также в дельте) всё ещё действует монастырь Ком, построенный в 1415—1427 годах.
С 1983 года черногорская часть озера является Национальным парком.